# Zollernia
Zollernia é um gênero botânico pertencente à família Fabaceae.

## Espécies
- Zollernia cowanii Mansano
- Zollernia glabra (Spreng.) Yakovlev
- Zollernia glaziovii Yakovlev
- Zollernia grandifolia Schery
- Zollernia ilicifolia (Brongn.) Vogel
- Zollernia kanukuensis R.S.Cowan
- Zollernia krukoffii M.Yu.Gontsch. & Yakovlev
- Zollernia magnifica A.M.Carvalho & Barneby
- Zollernia modesta A.M.Carvalho & Barneby
- Zollernia paraensis Huber
- Zollernia surinamensis Mansano, A.M.G.Azevedo & G.P.Lewis